# Phractura gladysae
Phractura gladysae es una especie de pez de la familia Amphiliidae en el orden de los Siluriformes.

## Morfología
• Los machos pueden llegar alcanzar los els 14 cm de longitud total.

## Distribución geográfica
Se encuentran en África: Gabón.